# Макарий II (митрополит Новгородский)
Митрополит Макарий (ум. 12 сентября 1626) — епископ Русской православной церкви, митрополит Новгородский и Великолуцкий (1619—1626), архиепископ Вологодский и Великопермский (1617—1619).

## Биография
Известен с 1614 года, когда в сане игумена Тихвинского Большого Успенского монастыря провожал царских послов, ехавших для заключения Столбовского мира.
По его же благословению и распоряжению, составлено было житие Артемия Веркольского с сказанием о посмертных чудесах его, которые с 1605 года записывались со слов самих исцелённых.
9 февраля 1617 года хиротонисан во епископа Вологодского и Великопермского с возведением в сан архиепископа.
В 1619 году был послан царём Михаилом Романовым вместе с боярином Василием Петровичем Морозовым и думным дворянином Гавриилом Григорьевичем Пушкиным в Вязьму встречать возвращавшегося из польского плена митрополита Филарета (Романова). Участвовал в чине возведения его на патриарший престол.
С 22 июля 1619 года — митрополит Новгородский и Великолуцкий.
В 1620 году принимал участие в Соборе, созванном патриархом Филаретом для суда над митрополитом Сарским и Подонским Ионой (Архангельским).
Скончался 12 сентября 1626 года и «положен бысть у Софии в притворе».

## Сочинения
- Благословенная грамота диакону Онисифору от 25 января 1618 г.
- Ставленная грамота диакону Онисифору от 25 января 1618 г. // Акты юридические, или собрание форм старинного делопроизводства. — СПб., 1838, № 390, П. — с. 414—415.
- Отписка Белозерскому воеводе П. И. Чихачеву о присылке пороха и свинца в связи с ожидаемой осадой Тихвинского монастыря (1614 г.). Грамота в Корелу к православному духовенству, оказавшемуся на шведской территории (август 1619 г.).
- Окружная грамота игумену Тихвинского монастыря Вассиану в связи с бракосочетанием царя Михаила Федоровича и Евдокии Стрешневой (5 февраля 1626 г.).
- Письмо Макария князю Дмитрию Матрюковичу от июня 1618 г. // Грамотки XVII — начала XVIII века. — М., 1969. — № 458. — с. 283.